# کجا رفتی برنادت
کجا رفتی برنادت (انگلیسی: Where'd You Go, Bernadette) یک فیلم در ژانر کمدی-درام و درام به کارگردانی ریچارد لینکلیتر است که در سال ۲۰۱۹ منتشر شد. از بازیگران آن می‌توان به کیت بلانشت، بیلی کروداپ، کریستن ویگ، جودی گریر، و لارنس فیشبرن اشاره کرد.